# Patrimonio histórico de Baeza (Jaén)
Baeza se asienta sobre un terreno que ha estado continuamente habitado, al menos desde la Edad del Bronce. Por esta razón, y a pesar de las sucesivas destrucciones sufridas por las construcciones de todos los períodos, la ciudad aún retiene un destacado patrimonio histórico y cultural de carácter monumental, en el que están representadas diversas culturas, períodos y estilos artísticos. En Baeza pueden contemplarse restos de la Edad del Bronce, de la Época Romana, y de la Hispania visigoda, islámica y cristiana. No obstante, el más rico patrimonio monumental conservado corresponde a los diversos estilos artísticos presentes en la Baeza cristiana: desde el tardorrománico y el gótico, al renacentista, manierista, barroco y neoclásico. No en vano en 2003 el casco histórico de la población, con su antigua ciudad intramuros, fue declarado Patrimonio Mundial por la Unesco.

## Cerro del Alcázar
Baeza, situada en la cornisa sur de la gran meseta que es La Loma, se asoma al valle del Guadalquivir desde un acantilado que domina un paisaje de cerros infinitos; dicho acantilado, visto desde el llano parece sustentar la catedral como un faro.
La ciudad originaria estaba edificada sobre este cerro y en torno a una ciudadela, hoy desconocida: el celebérrimo alcázar de Baeza, reputado como inexpugnable y dentro del cual se encontraban el castillo-palacio de la autoridad real y la iglesia (luego colegiata) de Santa María del Alcázar. Estas construcciones, lejos de surgir ex novo, fueron una continuación de similares edificaciones de los períodos oretano, cartaginés y romano; restos de los cuales aún pueden contemplarse en el cerro junto a otros de la precedente Edad del Bronce.
Desde esta atalaya entendemos que la ciudad fuera una gran plaza fuerte donde, un día, se remansó la gran epopeya reconquistadora revitalizada por Las Navas de Tolosa. No obstante, a fines del s. XV el alcázar fue derribado por mandato de la reina Isabel la Católica de modo que no siguiera siendo utilizado como defensa con ocasión de las pugnas nobiliarias que enfrentaban por entonces (como en toda Castilla) a los linajes dominantes de la ciudad (Carvajales y Benavides).
Consecuencia del derribo del alcázar, el cerro fue perdiendo pobladores hasta el punto de estar casi despoblado en el s. XVIII y trasladarse por ello la colegiata a la parroquia de San Andrés. También desaparecido el frente sur de la muralla, adyacente al alcázar, el paseo que lo reemplaza es hoy día un mirador excepcional sobre el valle alto del Guadalquivir, y el cerro mismo, un parque arqueológico de primer nivel pendiente de excavaciones más ambiciosas.

## Ciudad intramuros
Su centro neurálgico es la Plaza de Santa María establecida en la baja edad media, y hasta el s. XIX, como sede de los poderes que rigen la ciudad: el civil y el religioso; en ella se encuentran hoy:

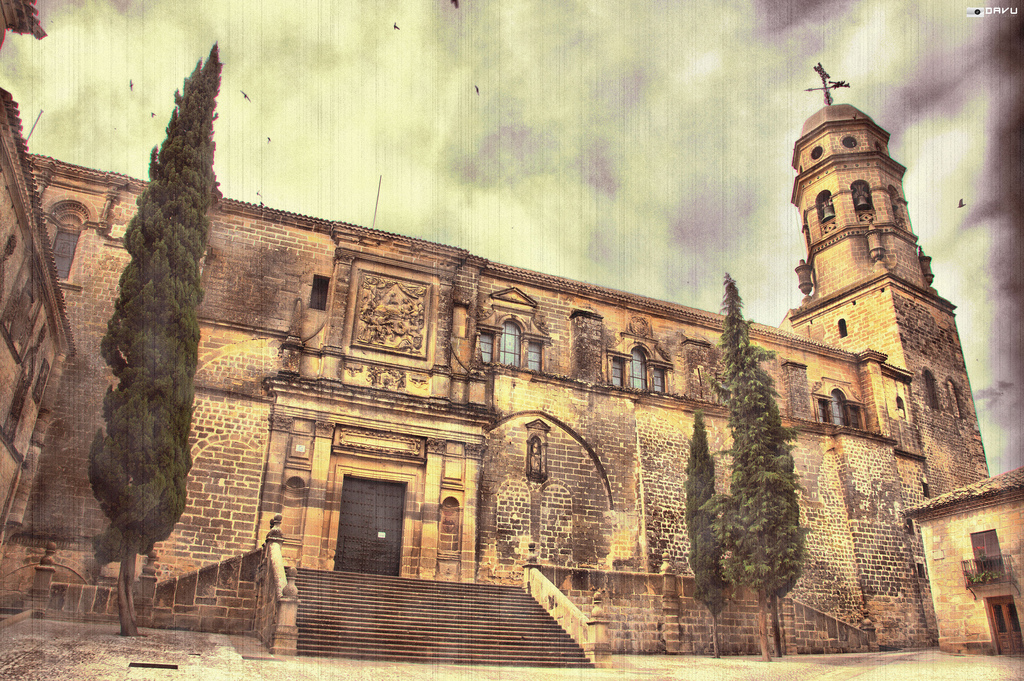
La catedral desde la plaza de Santa María.

- La Catedral de la Natividad de Nuestra Señora: edificada sobre la antigua mezquita que (según tradición histórica) había sido construida a su vez sobre un templo visigodo anterior, fue la primera consagrada en Andalucía con ocasión de la reconquista castellana.
- Las Cancillerías góticas o Casas Consistoriales Altas: sede del concejo de la ciudad entre fines del s. XV y el s. XIX, cuando el consistorio municipal traslada su sede al antiguo palacio del corregidor.
- La Fuente de Santa María: situada en el centro de la plaza fue edificada en el año 1564 para marcar la finalización de las obras de traída de aguas a la ciudad.
- El Seminario de San Felipe Neri (1660): tiene fachada de buena sillería, puerta de medio punto, frontón partido y vítores estudiantiles.

Al norte de este conjunto, y junto a la Puerta del Barbudo, se halla la sede de la antigua universidad Santísima Trinidad, otra importante Institución eclesiástica de la Edad Moderna hoy Instituto. El edificio es de estilo manierista (fines del s. XVI) y consta de claustro, en torno al cual se organizan las dependencias universitarias, y una amplia capilla; contando cada uno de estos elemento con portada propia. Destaca, sobre la puerta de acceso al claustro, el medallón labrado con el tema de la Santísima Trinidad. En esa misma fachada pueden verse los escudos del canónigo Fernández de Córdoba (donante del edificio) timbrados con un impropio galero arzobispal.

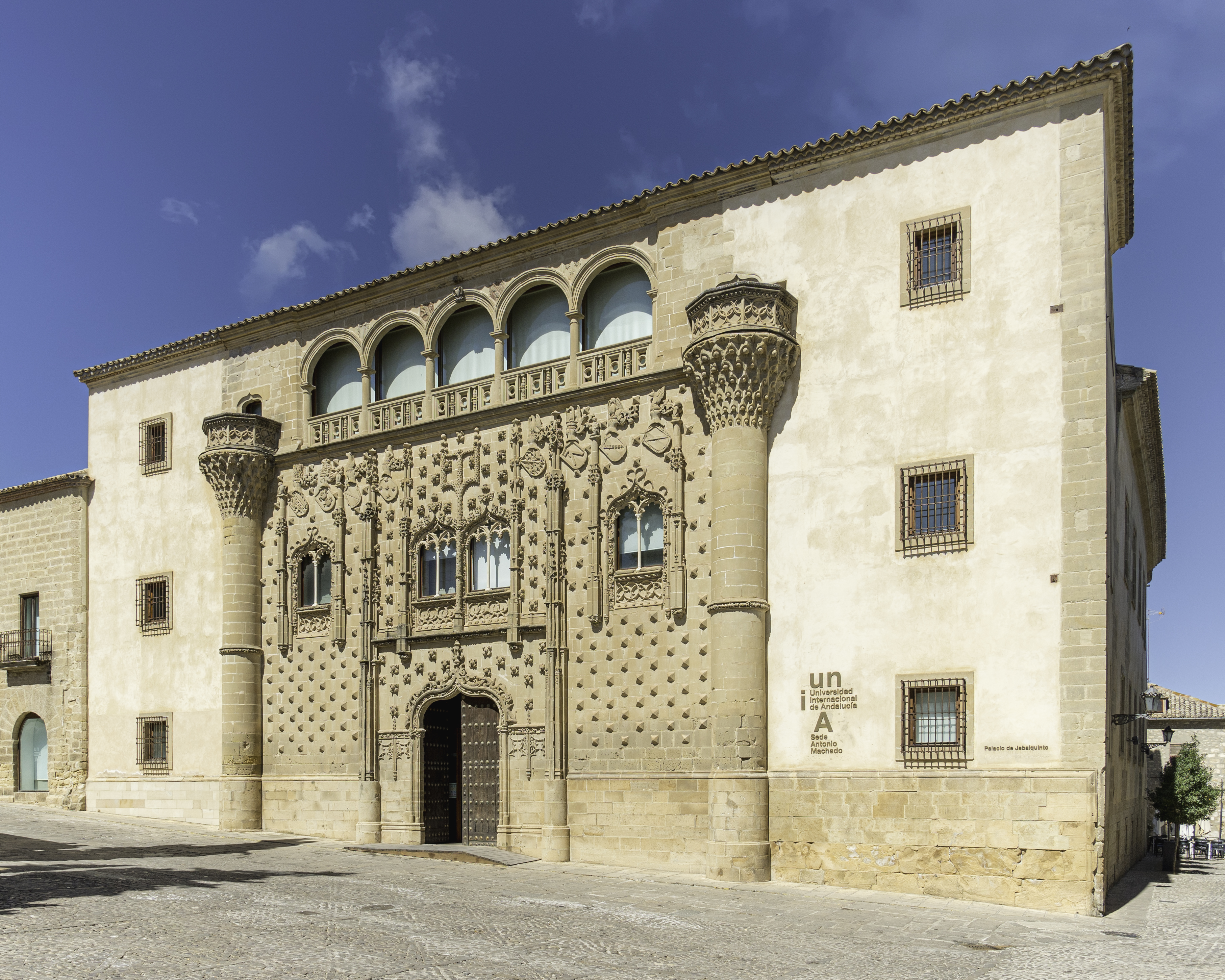
Palacio de Jabalquinto.

De las primeras parroquias intramuros han desaparecido por completo la colegiata de Santa María, San Miguel y San Gil; solo permanecen:
- Las Ruinas de la parroquia de San Pedro: iglesia románica de la que sólo se conservan el ábside (parcialmente visible al exterior) y restos considerables de la portada norte (dentro de propiedad particular). Parcelada en viviendas desde el s. XIX, su fábrica ha ido deteriorándose y se han abierto nuevos vanos en el ábside.
- Las Ruinas de la parroquia de San Juan: iglesia tardorrománica de la que sólo se conservan los tres ábsides de la cabecera, el muro del lado del evangelio y los capiteles y basas de sus seis columnas. Recientemente, estos restos han sido consolidados y su acceso abierto al público.
- La Iglesia de Santa Cruz

Esta última se halla en la plaza del mismo nombre frente al Palacio de Jabalquinto, el más destacado de la ciudad intramuros y uno de los emblemas de Baeza. Pero la ciudad intramuros está, además, plagada de rincones con otros palacios y casonas de interés, como la Casa de Avilés (mediados del s. XVI), la Casa de los Galeote (segunda mitad del s. XVI), la Casa de los Ávila (comienzos del s. XVII), la Casa de los Fuentecilla, la Casa de los Canónigos, el Palacio de los Obispos (todos del s. XVIII) o el Palacio Rubín de Ceballos (principios del s. XIX).

## Circuito amurallado

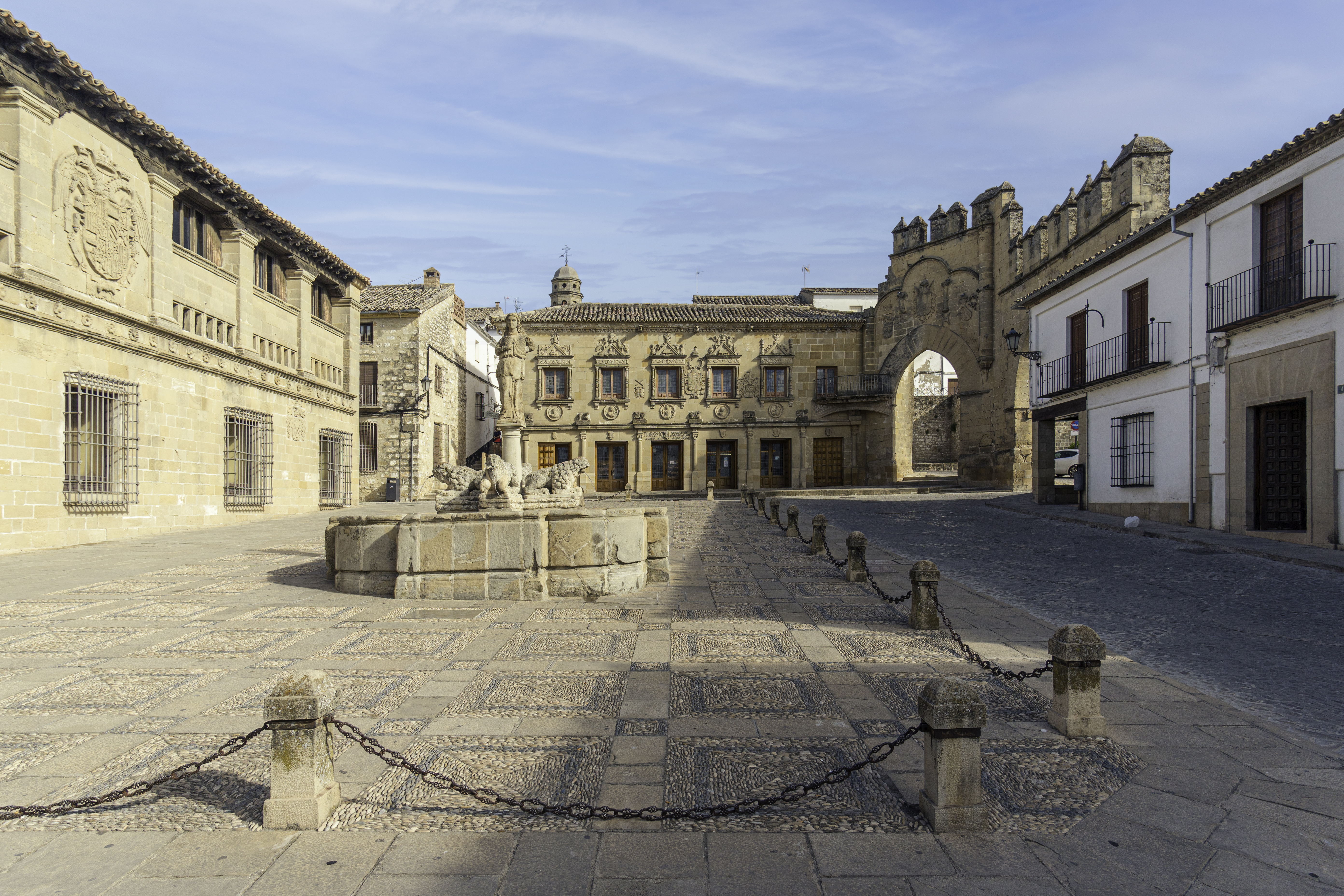
Plaza del Pópulo.

El trazado de la muralla históricamente conocida, y de la que aún subsisten importantes elementos, obedece a un diseño islámico del s. XI. No obstante, las edificaciones conservadas responden más bien a reconstrucciones cristianas posteriores.
La Plaza del Pópulo (o de Los Leones) está inmediatamente al norte de la ciudad amurallada y al oeste de El Paseo, organizándose en torno a la Puerta de Jaén, única construcción de la plaza perteneciente a la muralla; las otras edificaciones de la misma han ido añadiéndose en distintas épocas:
- El Arco de Villalar: directamente a continuación de la Puerta de Jaén, fue erigido con ocasión de la visita del rey Carlos I (1526) y conmemora la victoria real en la batalla de Villalar.
- La Casa del Pópulo: edificio plateresco que albergaba la audiencia civil y las escribanías públicas; hoy, oficina de turismo.
- La Fuente de los Leones: manantial natural que la interpretación histórica tradicional postula monumento arqueológico procedente de la antigua ciudad iberorromana de Cástulo,[2] hipótesis que se sustenta en la continuidad histórica deliberadamente mantenida con ocasión del traslado a Baeza de la capitalidad administrativa y episcopal de la desaparecida Cástulo. Según esta interpretación, parejas de felinos y équidos (actuando como surtidores) rodean una figura femenina identificada como Himilce. Más recientemente, se ha propuesto identificar esta fuente como previamente proveniente de un patio del alcázar.[3]
- La Antigua Carnicería (s. XVI): trasladada a su emplazamiento actual en los sesenta del s. XX, estaba originalmente apoyada contra la muralla en la antaño populosa plaza intramuros sita al otro lado de la Puerta de Jaén; hoy cumple las funciones de palacio de justicia del Partido judicial de Baeza.

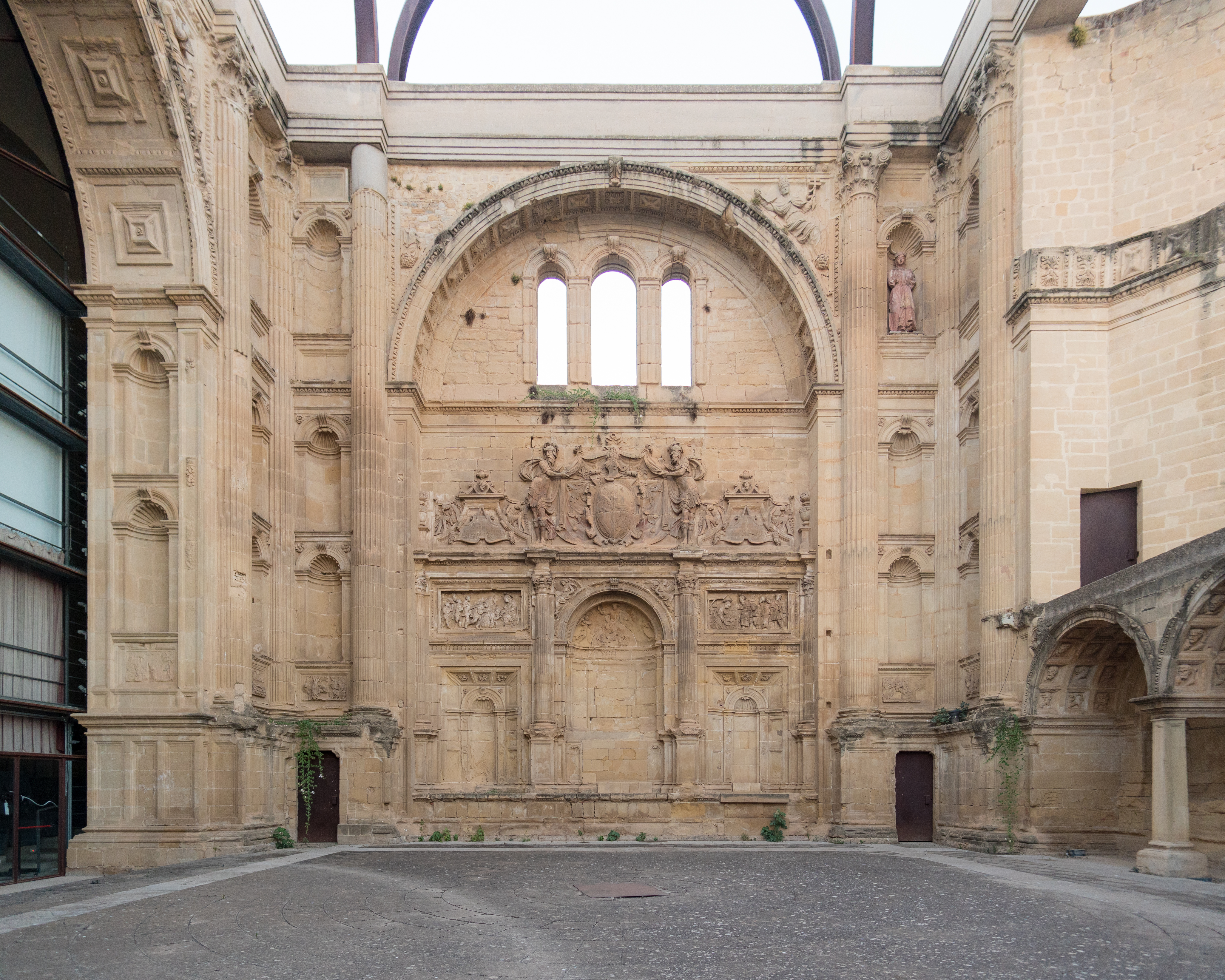
Convento de San Francisco: Capilla Benavides, lado del evangelio.

Al este del conjunto anterior, más allá de El Paseo (plaza cuyo lado sur se antepone a la Puerta del Barbudo) encontramos:
- La Torre de los Aliatares (o de los Altares): denominada así de acuerdo con la tradición que la hace, en tiempos anteriores a la reconquista, posesión del linaje musulmán de ese mismo nombre. Tiene veinticinco metros de altura, con almenas copiadas del Arco de Villalar y ostenta el reloj público de la ciudad.

Hacia el sureste de la anterior hallamos:
- La Puerta de Úbeda: de las principales de la muralla; protegida por su torre albarrana hoy sólo conserva uno de sus arcos, habiendo sido desmantelados los otros dos en el s. XIX.

## El Paseo

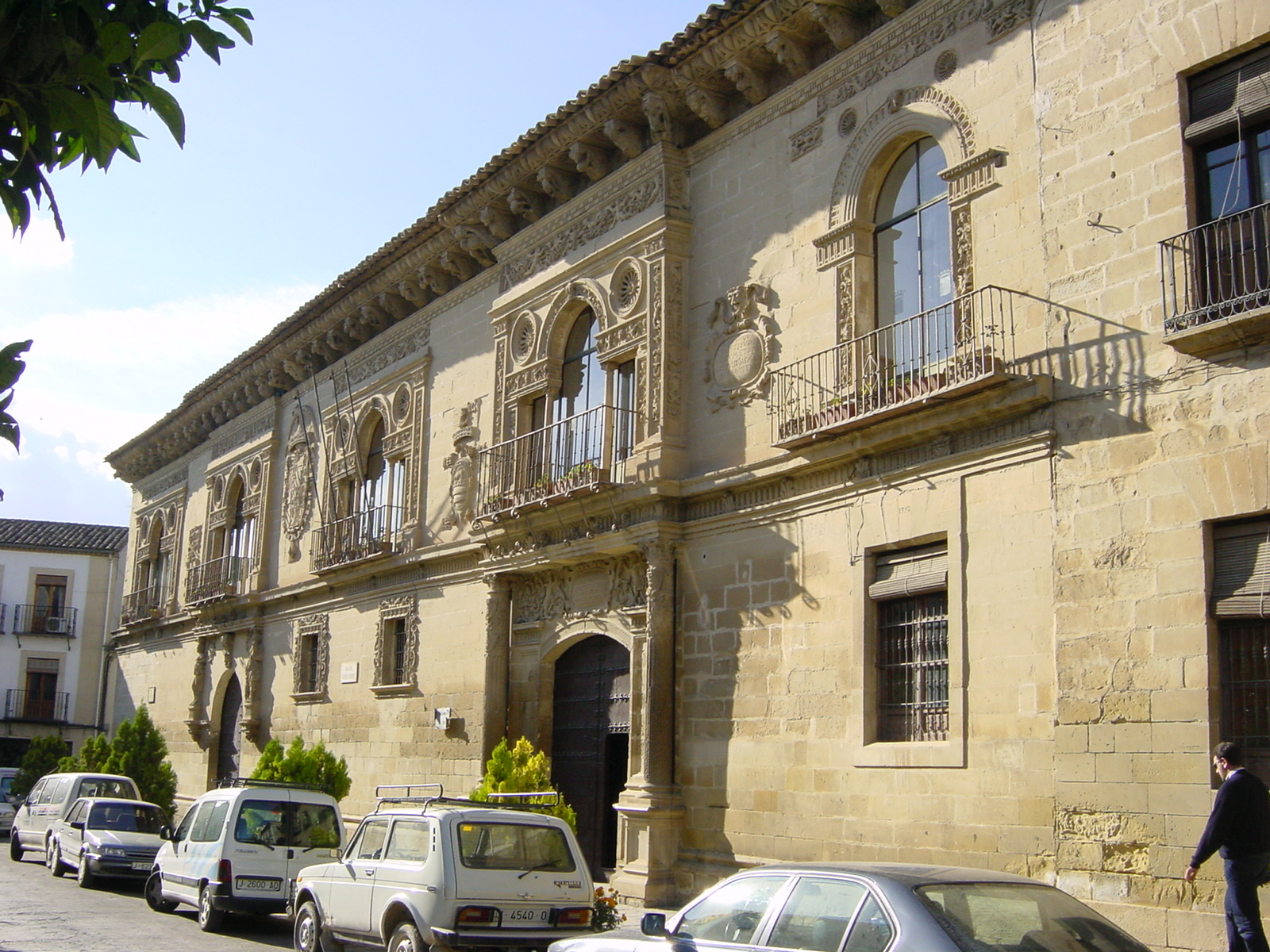
Ayuntamiento.

La actual Plaza de España, situada en el extremo noreste de lo que fue la ciudad amurallada; se conoce como tal la gran plaza edificada sobre la rambla por la que vienen a desaguar las tres colinas sobre las cuales se asienta la urbe. Su fisonomía es porticada, muy castellana. Servía de escenario para los eventos taurinos, fiestas y ajusticiamientos públicos. A partir del s. XIX fue cuando se convirtió en un paseo romántico.
En su lado sur encontramos la mencionada torre de Los Aliatares y La Alhondiga, e inmediatamente tras ella El Pósito. En su cara norte se hallan las Casas Consistoriales Bajas o Balcón del Concejo (s. XVII), lugar desde donde los munícipes presenciaban las corridas de toros celebradas en la plaza. Finalmente, y de este a oeste, también encontramos en las inmediaciones de su lado septentrional:
- La Iglesia de la Purísima Concepción: capilla del antiguo hospital homónimo edificada a principios del s. XVII (el hospital desapareció en el s. XX).
- Convento de San Francisco y Ruinas de la Capilla de los Benavides: sustituyendo un templo gótico construido en el que era tercer solar ocupado en Baeza por la comunidad franciscana, Diego de Valencia Benavides encargó en 1538 a Andrés de Vandelvira la construcción de la cabecera de un nuevo templo conventual, que habría de albergar su capilla funeraria y que acabó siendo la obra maestra de aquel artista y un hito de la arquitectura renacentista española.[4] Lamentablemente el terremoto de Lisboa quebrantó la bóveda cruzada y la invasión napoleónica acabó de arruinar el templo.
- Ayuntamiento de Baeza: magnífico edificio plateresco construido originalmente como Palacio de Justicia y Cárcel del Corregidor.

## Arrabales
Fuera de la ciudad amurallada, y en torno a sus respectivas parroquias, se encuentran de este a oeste las siguientes collaciones:

### San Pablo
- Parroquia de San Pablo: edificada en estilo gótico a fines del s. XV

Collación nobiliaria por antonomasia, en ella encontramos los palacios de varios linajes: el Palacio de los Salcedo, el Palacio Fortaleza de los Sánchez de Valenzuela, la Casa de los Acuña, la Casa de los Cabrera (todos de principios del s. XVI), la Casa de los Mendoza o la Casa de los Escalante (ambas de la segunda mitad del s. XVI).

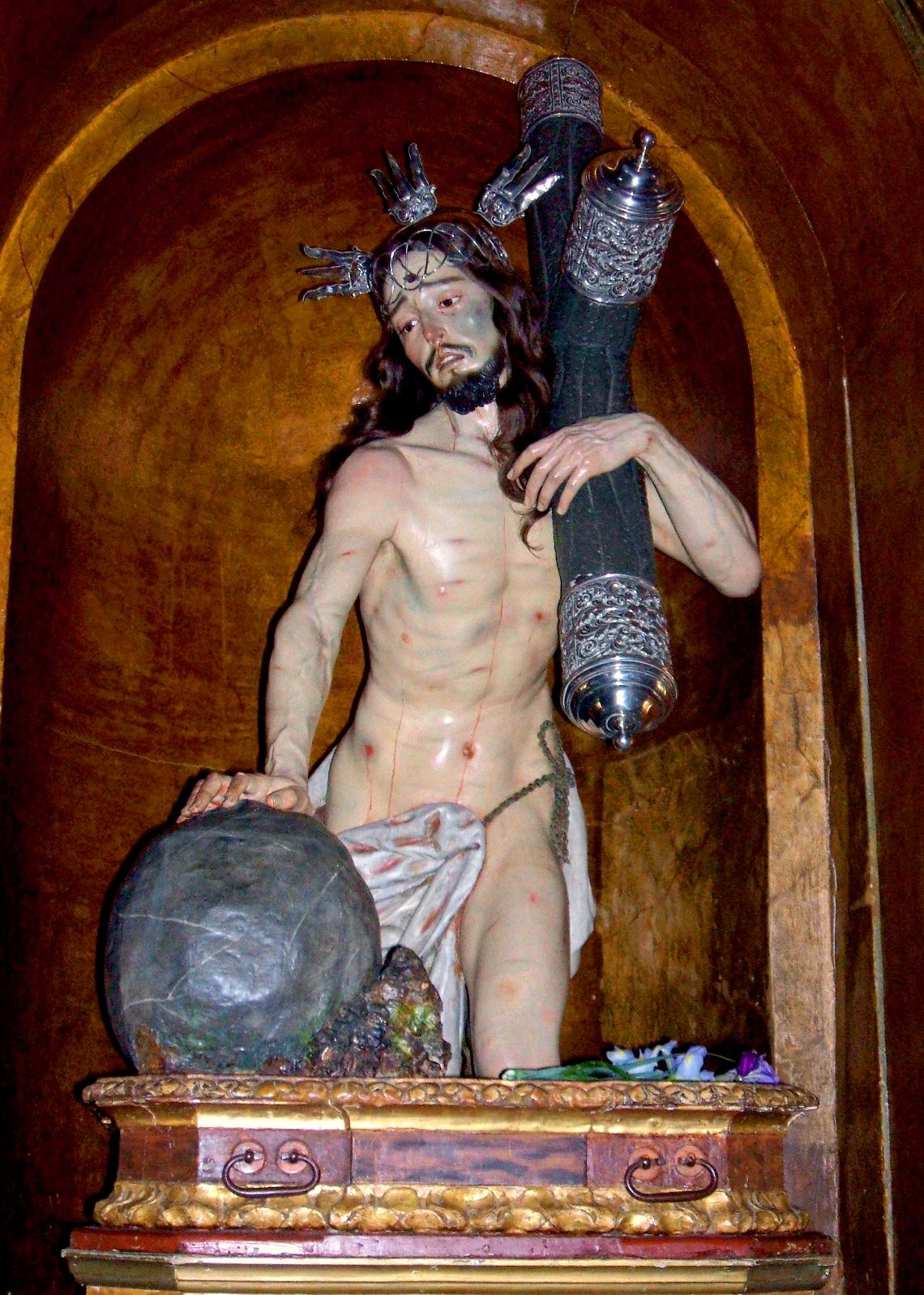
Convento de la Magdalena: Jesús de la Caída.

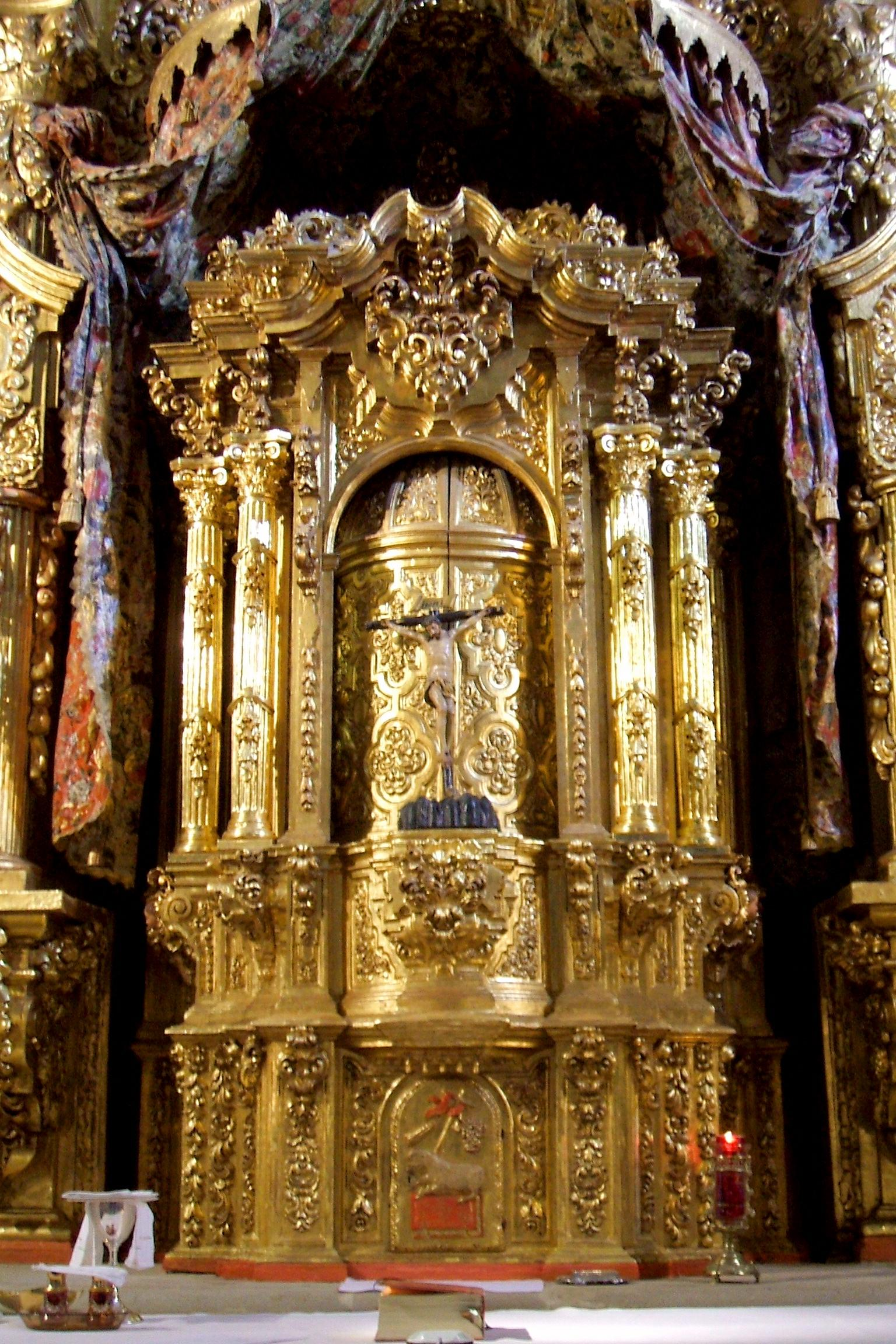
Convento de la Encarnación: manifestador del retablo.

### San Andrés
- Iglesia de San Andrés
- Convento de Santa María Magdalena (fines del s. XVI) de Agustinas Recoletas: en él recibe culto la imagen de Jesús de la Caída, hito de la estatuaria granadina de fines del s. XVII atribuido al círculo de los Mora. La imagen del Cristo procesiona en la noche del Miércoles Santo, acompañada de la Virgen de Gracia y Esperanza, a los sones de un grupo de hermanos con música de cámara.
- Convento de la Encarnación (s. XVII) de Carmelitas Descalzas: conserva una destacada colección de pinturas y esculturas de tema religioso, destacando su retablo barroco.

### El Salvador
- Parroquia de El Salvador: edificada en el s. XIII en estilo gótico-mudéjar
- Hospital de San Anton: probablemente fundado en el primer cuarto de s. XVI; su iglesia fue demolida a finales del s. XIX, quedando solo el edificio hospitalario. Hoy alberga el archivo histórico y la biblioteca municipales.

No obstante haber sido una collación habitada mayormente por pecheros (caso también de la vecina collación de la desaparecida parroquia de San Vicente) también hay en ella algunas casonas de calidad como la Casa de los Morales, del s. XVII, y la Casa de los Galeote, del s. XVIII.

## El Ejido
Alrededor de este espacio se localizaban los conventos de la Trinidad Calzada y La Victoria (Orden de los Mínimos), desaparecidos en el s. XIX a la vez que la ermita de La Madre de Dios y la parroquia de San Marcos. Aún subsisten:
- El Convento de San Antonio (Clarisas): de donde procede el rico artesonado polícromo renacentista que decora el salón de sesiones del actual ayuntamiento.
- La Capilla de San Ignacio: construcción protobarroca (principios del s. XVII) que sobrevive a la desaparición del extenso colegio jesuítico del que formaba parte.
- La Casa de los Vela de Almazán (s. XIX)

## Más allá de la ciudad
Hacienda La Laguna: se sitúa próxima al Puente del Obispo, a unos ocho km al sur de Baeza, teniendo anexo el paraje de Laguna Grande, conjunto industrial olivarero declarado Bien de Interés Cultural (categoría Monumento). El conjunto fue construido por el ingeniero polaco Tomasz Franciszek Bartmański y hoy alberga el Museo de la Cultura del Olivo.
Castillo de Jarafe: Bien de interés cultural desde 1985. En la ribera del río Torres, se conservan los restos de una antigua fortaleza rural, lugar concedido por Alfonso X en 1269 a los treinta y tres caballeros pobladores del alcázar de Baeza. El entorno abunda en yacimientos iberorromanos a pie de monte.
Puente de Mazuecos: Conocido como la Puente Nueva, sobre el Guadalquivir, se trata de una magnífica obra de ingeniería de Andrés de Vandelvira. Tras una gran riada sufrió una desacertada recomposición a principios del siglo XX.
Santuario de La Yedra: La actual fábrica es del siglo XVI. Su nombre completo es el Santuario mariano de Nuestra Señora del Rosel y del Santo Cristo de la Yedra.